# Пермский государственный цирк
Пермский государственный цирк расположен в Перми на Уральской улице в Мотовилихинском районе города.

## История
История Пермского цирка берёт начало в 1884 году, когда город посетила с цирковым представлением труппа М. Труцци. В июне 1886 года в Перми давала представление труппа В. Л. Дурова с дрессированными животными, а в 1887 г. — цирк Боровского, зверинец Эйгус и труппа дагомейцев. Все эти представления проходили в шапито.
В дальнейшем для цирковых представлений было построено деревянное здание на Екатерининской улице, которое было снесено в начале XX в. Вместо него в апреле 1905 года на Дровяной площади было построено деревянное здание цирка, просуществовавшее до 1923 года. Некоторое время существовало деревянное здание цирка на Сенной площади.
В 1927 году в рабочем посёлке Мотовилихи появился деревянный зимний цирк на 1500 мест. Здесь выступали клоун-дрессировщик В. Г. Дуров, иллюзионист Э. Т. Кио, сёстры Кох и др. Это здание было уничтожено пожаром в 1943 году.
Современное здание цирка было возведено в 1970 году (типовой проект Соломеи Гельфер) архитектором Г.В. Неприенко и было рассчитано на 2047 мест. Строительно-монтажные работы по строительству цирка начались 26 мая 1965 года и были в основном закончены 30 января 1970 года. Цирк имеет вид амфитеатра, высота которого 18 метров. В здании 22 ряда и 2247 посадочных мест. 8 августа 1970 года произошло открытие цирка.
Здание цирка имело статус выявленного объекта культурного наследия России; в 2016 году вышел приказ Министерства культуры Пермского края «О включении выявленного объекта культурного наследия „Здание пермского цирка, в котором работали многие выдающиеся деятели советского (российского) и международного циркового искусства“ в Единый государственный реестр объектов культурного наследия (памятников истории и культуры) народов Российской Федерации № СЭД-27-01-10-563 от 28.09.2016». Однако новым приказом Министерства культуры Пермского края от 27.02.2019 приказ 2016 года был отменён.
Первым директором цирка (1970—1984 гг.) был Юрий Борисович Александровский. Здесь работали Евгений Майхровский, Тамерлан Нугзаров, Александр Херц. С 1985 года 25 лет цирк возглавлял Сергей Иванович Стефанов, заслуженный работник культуры России.
С 2011 год директором цирка являлся Парамонов Сергей Романович, с мая 2015 года — Сумишевская Мария Ивановна.

## Цирк сегодня
В цирке работает цирковой музей, который содержит более 15 тысяч экспонатов. В цирке регулярно дают представления известные труппы, например, Московский цирк Юрия Никулина, и другие российские и зарубежные цирковые коллективы. До 2020 г. предполагается обновить зал и оборудование.